# Хипо
Хипо или Хипа је у грчкој митологији, према Хесиодовој теогонији била нимфа Океанида.

## Митологија
Била је нимфа извора или је била поистовећена са Ауром, титанком, божанством поветарца. Разлог за то је што су и вода и ветар често повезивани са коњима, јер је она „коњска нимфа“. У биологији префикс Hippo се односи на коње, па је тако хиподром добио назив, а и неке врсте живих бића (род Hippocampus је група риба позната као морски коњићи). Према неким изворима, она је поистовећена са нимфом Меланипом и била је кћерка кентаура Хирона. Она је презрела богињу Артемиду и ова ју је казнила тако што ју је преобразила у кобилу. Описана је као лепа и мудра девојка која је зачела са Еолом, па је у страху од оца у потаји родила кћерку Меланипу. Пошто ју је отац тражио, она је замолила Артемиду да је сакрије у сазвежђе Коња. Други разлог због чега ју је Артемида пренела међу звезде је био тај да ју је заправо казнила, јер је заљубљена, заборавила на лов и култ ове богиње. Као њено име се наводи још и Окироја.

## Друге личности
Теспијева кћерка, која је са Хераклом имала сина Капила.